# Moulay Bouazza
Moulay Bouazza (franska: Moulay Bouazza (CR), Moulay Bouazza (Commune Rurale), arabiska: ايتزر) är en kommun i Marocko.   Den ligger i provinsen Khénifra och regionen Béni Mellal-Khénifra, i den nordöstra delen av landet, 110 km sydost om huvudstaden Rabat. Antalet invånare är 4 087.